# تپه سرخ (فیلم ۲۰۱۰)
تپه سرخ (به انگلیسی: Red Hill) یک فیلم وسترن استرالیایی محصول سال ۲۰۱۰ به نویسندگی و کارگردانی پاتریک هیوز با بازی رایان کوانتن، استیو بیزلی و تام الی لوئیس است.

## بازیگران
- رایان کوانتن … شین کوپر[۲]
- استیو بیزلی … ویلیام «قدیمی بیل» جونز
- تام الی لوئیس … «جیمی» کانوی
- کلر ون در بوم … آلیس کوپر
- کریستوفر دیویس
- کوین هارینگتون … جیم بارلو
- ریچارد ساترلند
- کن رادلی … ارل
- جان برومپتون … رکس
- کلیف الن … گلیسون
- جیم دالی … تد
- ادی بارو … ویللی
- تیم هاوز .. میکی کارلین
- کن کانلی … جوزف کارلین
- ریچارد ای. یانگ … دیل
- جادا آلبرتز … الین کانوی

## داستان
یک افسر پلیس جوان باید از اولین روز وظیفه خود در یک شهر کوچک روستایی جان سالم به در ببرد.

## پاسخ انتقادی
این فیلم عموماً نقدهای مثبتی دریافت کرد. بر اساس ۶۷ بررسی، با میانگین امتیاز ۶٫۴ از ۱۰، امتیاز تأیید ۷۹٪ را در راتن تومیتوز دارد.
اجماع نظرات این سایت این چنین می‌گوید: تپه سرخ یک فیلم هیجان‌انگیز زیبا و با گام‌های فشرده‌است که نشان‌دهنده اولین حضور قدرتمند کارگردان پاتریک هیوز است.

## انتشار فیلم
تپه سرخ برای اولین بار در شصتمین جشنواره بین‌المللی فیلم برلین در ۱۴ فوریه ۲۰۱۰ در بخش پانوراما به نمایش درآمد. در ۵ نوامبر ۲۰۱۰ در ایالات متحده و در ۲۵ نوامبر در استرالیا منتشر شد.